# جيوغوان
جيوغوان (بالصينية: 酒泉市) هي مدينة من مدن الصين. يبلغ عدد سكانها 1095947 نسمة حسب إحصائيات سنة 2010. يبلغ ارتفاع المدينة عن سطح البحر قرابة 1483 متر. تبلغ مساحتها 191342 كم².

## المناخ
يظهر الجدول التالي التغييرات المناخية على مدار السنة لجيوغوان:
| البيانات المناخية لـجيوغوان                 | البيانات المناخية لـجيوغوان | البيانات المناخية لـجيوغوان | البيانات المناخية لـجيوغوان | البيانات المناخية لـجيوغوان | البيانات المناخية لـجيوغوان | البيانات المناخية لـجيوغوان | البيانات المناخية لـجيوغوان | البيانات المناخية لـجيوغوان | البيانات المناخية لـجيوغوان | البيانات المناخية لـجيوغوان | البيانات المناخية لـجيوغوان | البيانات المناخية لـجيوغوان | البيانات المناخية لـجيوغوان |
| الشهر                                       | يناير                       | فبراير                      | مارس                        | أبريل                       | مايو                        | يونيو                       | يوليو                       | أغسطس                       | سبتمبر                      | أكتوبر                      | نوفمبر                      | ديسمبر                      | المعدل السنوي               |
| ------------------------------------------- | --------------------------- | --------------------------- | --------------------------- | --------------------------- | --------------------------- | --------------------------- | --------------------------- | --------------------------- | --------------------------- | --------------------------- | --------------------------- | --------------------------- | --------------------------- |
| متوسط درجة الحرارة الكبرى °م (°ف)           | −1.6 (29.1)                 | 2.3 (36.1)                  | 9.1 (48.4)                  | 17.4 (63.3)                 | 23.2 (73.8)                 | 26.8 (80.2)                 | 28.6 (83.5)                 | 27.8 (82.0)                 | 22.7 (72.9)                 | 15.3 (59.5)                 | 6.5 (43.7)                  | −0.1 (31.8)                 | 14.8 (58.7)                 |
| متوسط درجة الحرارة الصغرى °م (°ف)           | −14.9 (5.2)                 | −11.3 (11.7)                | −4.4 (24.1)                 | 2.8 (37.0)                  | 8.4 (47.1)                  | 12.7 (54.9)                 | 14.7 (58.5)                 | 13.4 (56.1)                 | 8.2 (46.8)                  | 1.2 (34.2)                  | −6.1 (21.0)                 | −12.6 (9.3)                 | 1.0 (33.8)                  |
| الهطول مم (إنش)                             | 1.2 (0.05)                  | 1.4 (0.06)                  | 4.8 (0.19)                  | 3.7 (0.15)                  | 7.9 (0.31)                  | 14.8 (0.58)                 | 20.5 (0.81)                 | 19.7 (0.78)                 | 8.8 (0.35)                  | 2.3 (0.09)                  | 1.6 (0.06)                  | 1.1 (0.04)                  | 87.8 (3.47)                 |
| متوسط أيام هطول الأمطار (≥ 0.1 mm)          | 2.0                         | 2.0                         | 2.6                         | 2.1                         | 3.0                         | 5.8                         | 7.9                         | 6.5                         | 3.2                         | 1.3                         | 1.5                         | 1.9                         | 39.8                        |
| متوسط الرطوبة النسبية (%)                   | 53                          | 45                          | 40                          | 35                          | 37                          | 47                          | 53                          | 52                          | 51                          | 47                          | 49                          | 56                          | 47                          |
| ساعات سطوع الشمس الشهرية                    | 219.0                       | 211.5                       | 240.6                       | 259.0                       | 293.3                       | 283.0                       | 279.1                       | 276.9                       | 267.5                       | 265.1                       | 227.1                       | 208.6                       | 3٬030٫7                     |
| نسبة وصول أشعة الشمس                        | 74                          | 71                          | 65                          | 66                          | 66                          | 63                          | 62                          | 65                          | 72                          | 77                          | 76                          | 72                          | 68                          |
| المصدر: China Meteorological Administration |                             |                             |                             |                             |                             |                             |                             |                             |                             |                             |                             |                             |                             |

## وصلات خارجية
- الموقع الرسمي